# Зосима Уфимска
Зосима Уфимска (рођ. Евдокиа Јаковлевна Сукханова; село Сенцовка, Оренбуршки округ, 1. март 1820 — 1. март 1935, село Сенцовка, Шарлички округ, Оренбуршка област) — руска православна светитељка, препообна.

## Биографија
Рођена је и одрастала је у дубоко религиозној породици. Отац ју је натерао да се уда. Након тога, муж је погинуо у руско-турском рату, син је настрадаи у лову.
Нешто касније, после смрти својих најмилијих, дошла је у Покровско-Енатски манастир. Тамо је примила монашки постриг са именом Евникија. Више пута је ишла до Јерусалима. Последњи пут 1912. године. На њу је велики утисак оставио силазак Благодатног огња у Јерусалиму.
У близини манастира, монахиња је пронашла извор, од чије воде су људи почели да добијају исцељење. Касније је код извора подигнут манастир са капелом у част Свете Тројице.
Године 1919. мати Евникија је прихватила велику схиму са именом Зосима. Пострижење је извршио епископ Андреј (Ухтомски). Пошто је прихватила велику схиму, мати Еукимија је непрестано спавала у кипарском ковчегу донетом из Јерусалима. Године 1923. манастир је затворен, а Зосима се настанила у селу Ново-Аркхангеловка.
Многи људи из Уфске, Чељабинске, Самарске и Саратовске области стално су долазили да виде мати Зосиму. Људи су јој доносили своје бриге, болести и болести. Помагала је свима речима утехе и лечила њихове болести.
Схи-монахиња Зосима Еннатскаја живела је 115 година. Умрла је у селу Сентсовка, округ Шарлик, Оренбуршка област.

## Канонизација
Свете мошти Зосиме пронађене су 2003. године у селу Сенцовка Октјабрског округа Оренбуршке области и у почетку су се налазиле у Казањско-Богородској цркви у граду Мелеузу, Уфске епархије - Манастир Енатски.
Дана 11. јуна 2006. године, на празник Свете Тројице, у Марфо-Маријинском манастиру у селу Ира, округ Кумертау, Уфска епархија, архиепископ Уфски и Стерлитамачки Никон обавио је обред канонизације локално поштованих светитеља Св. Преподобне Зосиме.
Дан сећања на Зосиму Еннацкају - на њен рођендан и дан њене смрти - 1/14.

## Иконографија
На иконама је Зосима Јенатскаја приказана у сукњи са тамном марамом на раменима и глави. Иконе се налазе у Покровско-Енатском манастиру, парохији манастира у граду Салавату.